# Коли місто спить
Коли місто спить (англ. While the City Sleeps) — американська кримінальна драма режисера Джека Конуея 1928 року.

## Сюжет
Нью-йоркський поліцейський хоче спіймати шахрая, якому завжди вдавалося забезпечити алібі на час злочину, навіть при тому, що детектив знає, що він винен.

## У ролях
- Лон Чейні — Ден Колен
- Аніта Пейдж — Міртл Салліван
- Керролл Най — Марті
- Вілер Окман — Едді Скітер Карлсон
- Мей Буш — Бессі Уорд
- Поллі Моран — місіс Мінні МакГінніс
- Лідія Єменс Тітус — місіс Салліван
- Вілльям Орламонд — Двіггінс
- Річард Карле — Воллі
- Сідні Брейсі